# Убийство на улице Данте
«Убийство на улице Данте» — советский художественный фильм, снятый Михаилом Роммом в 1956 году.

## Сюжет
Вскоре после окончания Второй мировой войны в небольшом французском городке Сибуре полицейский, придя на выстрелы, находит в доме 26 по улице Данте женщину с тремя пулевыми ранениями. Пострадавшая оказывается известной актрисой Мадлен Тибо; в больнице она приходит в сознание и рассказывает следователю свою историю.
В 1940 году, когда немецкие войска подходили к Парижу, Мадлен Тибо вместе со своим импресарио Грином и сыном Шарлем бежала на юг, в Сибур, где жил её бывший муж — Филипп, отец Шарля. По дороге у них закончился бензин и ушедший на поиски бензина Шарль не вернулся. Как выяснилось позже, он был арестован стремительно наступавшими немцами, а три недели спустя вышел на свободу уже убеждённым фашистом.
Когда Тибо добралась наконец до Сибура, немцы были уже там; дав пощёчину развязному немецкому офицеру, Мадлен оказалась вынуждена скрываться. Она поселилась в родной деревне, где её отец, Ипполит, владел кабачком. В своём доме Ипполит и Мадлен прятали односельчанина Журдана, ударившего немецкого офицера и убившего молодого француза, который вступил в ряды фашистов; но однажды в гости к ним приехал Шарль, обнаружил Журдана, и в тот же день в дом нагрянули с обыском. Журдана не нашли, однако тень подозрения пала на Шарля. Мадлен приехала к нему в Сибур, где Филипп пытался объяснить ей, кем стал Шарль, но безуспешно.
Мадлен согласилась сыграть перед немцами спектакль, по ходу которого её героиня убивала своего бывшего возлюбленного; на спектакле присутствовал Шарль, и — в первую очередь ради него — Мадлен несколькими выстрелами убила местного «фюрера». С помощью костюмерши ей и Грину удалось покинуть театр; однако чуть позже Грин был смертельно ранен на улице и рассказал Мадлен, что среди троих, напавших на него, был Шарль.
Сын костюмерши привёл Мадлен в Движение Сопротивления. После окончания войны она приехала в Сибур и узнала, что Филиппа немцы повесили перед тем, как покинули город: он тоже участвовал в Сопротивлении. Пришёл Шарль со своими приятелями, в одном из которых Мадлен узнала человека, вместе с немцами искавшего в их деревенском доме Журдана. Мадлен заподозрила, что и на Филиппа донёс Шарль, — сын уверял её, что давно уже стал другим человеком; однако пойти вместе с ней к прокурору отказывался. Опасаясь разоблачения, он стал угрожать револьвером, но выстрелить в мать не решался. В это время выстрел делает Клод Жюно. Раненная Мадлен решительно подходит к сыну, даёт ему пощёчину и падает.
Шарль и его приятели арестованы; следователь, который записывал показания Мадлен Тибо, приходит к ним в камеру, чтобы надавать пощёчин за проваленное задание: он тоже служил немцам и остаётся при своих убеждениях.
Мадлен Тибо умерла от полученных ран. Проходит десять лет, Шарль приезжает в Сибур, и в ресторане его узнаёт сын костюмерши, ничего не знающий о его прошлом. Другу матери Шарль сообщает, что убийцы Мадлен Тибо до сих пор не найдены. Далее он начинает расхваливать ФРГ, на что сын костюмерши, осознав, кто перед ним, отвечает: «Франция уже не та. И её так просто не сломать. Как бы они там ни маршировали».

## В ролях
- Евгения Козырева — Катрин Лантье, по сцене — Мадлен Тибо
- Михаил Козаков — Шарль Тибо, её сын
- Николай Комиссаров — Ипполит, её отец
- Максим Штраух — Филипп, её муж
- Ростислав Плятт — Грин, импресарио
- Владимир Муравьёв — Журдан
- Георгий Вицин — Питу
- Александр Пелевин — Жак
- Анатолий Кубацкий — Исидор
- Павел Шпрингфельд — жених
- Елена Понсова — мадам Купо
- Леонид Губанов — сын мадам Купо
- Геннадий Юдин — актёр
- Олег Голубицкий — Клод Жюно
- Валентин Гафт — Марсель Руже
- Александр Шатов — следователь
- Иннокентий Смоктуновский — молодой фашист
- Пётр Глебов — партизан

В этом фильме свои первые кинороли сыграли Михаил Козаков, Валентин Гафт и Иннокентий Смоктуновский.

## Съёмочная группа
- Режиссёр-постановщик: Михаил Ромм
- Автор сценария: Евгений Габрилович, Михаил Ромм
- Оператор: Борис Волчек
- Композитор: Борис Чайковский